# Sam Taylor-Wood
Samantha Louise Taylor-Johnson (nacida  Samantha Louise Taylor-Wood, 4 de marzo de 1967) es una directora de cine, fotógrafa y artista visual británica. Su debut en el cine como directora fue en 2009 con Nowhere Boy, una película basada en las experiencias de la infancia del compositor y cantante de los Beatles, John Lennon. Pertenece a un grupo de artistas conocidos como los Young British Artists.

## Primeros años
Los padres de Taylor-Wood se divorciaron cuando ella era una adolescente, y Samantha se fue a vivir con su madre y su padrastro a una comuna new-age. Cuando cumplió los dieciséis años, su madre la abandonó. Samantha tuvo problemas en los exámenes y le costó mucho entrar en la escuela de arte, cosa que finalmente consiguió. Tras llevar una discoteca y alternar otros trabajos, comenzó a realizar filmaciones cortas en vídeo y a tomar fotografías.
Algunos de sus trabajos incluyen filmaciones de David Beckham durmiendo, Elton John o Pet Shop Boys. Sus fotografías se exhiben en el museo Guggenheim, en la National Portrait Gallery de Londres y en las mejores galerías del mundo, siendo una de las más aclamadas artistas británicas del momento, lo que no impide a sus detractores opinar que su verdadero talento se encuentra en los números de teléfono de su agenda. Una agenda a la que dio buen uso en 2004 con la serie de fotografías Crying Men, veintisiete retratos de conocidos actores masculinos (Laurence Fishburne, Sean Penn, Dustin Hoffman, Paul Newman, Willem Dafoe o Robert Downey Jr.) a los que sometió a la prueba de llorar de un modo sincero ante su cámara. Las imágenes nos plantean la pregunta de cuánto hay de verdad y cuánto de mentira en sus emociones.

## Carrera
Taylor-Wood comenzó a exhibir su fotografía artística a principios de 1990. Una colaboración con Henry Bond, titulada 26 October 1993, contó con Bond y Taylor-Wood retomando el papel de Yoko Ono y John Lennon en un pastiche de la foto-retrato realizada por la fotógrafa Annie Leibovitz, unas horas antes de que Lennon fuera asesinado, en 1980.
En 1994, expuso una obra de vídeo multi-pantalla titulada Killing Time, en el que cuatro personas se trasladaron a una ópera. A partir de ese momento las obras de vídeo multi-pantalla se convirtieron en el foco principal de la obra de Taylor-Johnson. Comenzando con el video, se muestra una parodia de burla y situada en el año 1996. Una de las primeras exposiciones individuales Reino Unido de Taylor-Johnson se celebró en la Galería Chisenhale, al este de Londres, en septiembre-octubre de 1996. Taylor-Johnson fue nominada para el anual Premio Turner en 1998, pero perdió frente al pintor Chris Ofili. Ganó el Premio Illy Café para "Joven artista más prometedor" en la Bienal de Venecia de 1997.
En 1998/99 se publicó su serie "Soliloquy" una obra con 8 fotos dípticos divididos de esta forma: la parte superior es un retrato y la inferior una panorámica de 360°, la foto más grande representa el estado consciente de la persona, mientras que el cuadro fílmico de abajo proporciona un registro de sus fantasías subconscientes. La sensibilidad cinematográfica de Taylor-Wood se combina con referencias a la historia de la pintura. Las fotografías están estructuradas como retablos y predellas renacentistas (paneles relacionados iconográficamente a lo largo de las bases del retablo).
Taylor-Johnson fue nominada para el Premio Turner en 1998 pero no ganó.
En 2000, Taylor-Johnson creó un envolvente fotomural alrededor andamiaje de los almacenes de Selfridges de Londres mientras estaba siendo restaurada; el mural incluyó 21 iconos culturales como Elton John, el músico Alex James y los actores Richard E. Grant y Ray Winstone. Las poses de las figuras referenciadas de obras de arte famosas de películas pasadas y recientes.
En 2002, Taylor-Johnson fue la encargado por la National Portrait Gallery de hacer un retrato de David Beckham, a quien ella representó durmiendo. También es conocido por su trabajo titulado "El llanto de los hombres", que cuenta con muchas de las celebridades de Hollywood lloran, incluyendo a Robin Williams, Sean Penn, Laurence Fishburne y Paul Newman. En 2006, Taylor-Johnson tuvo una exposición en el Centro Báltico de Arte Contemporáneo, Gateshead, Reino Unido.
En junio de 2012, Universal Pictures anunció que había contratado a Taylor-Johnson para dirigir la película Fifty Shades of Grey, la adaptación cinematográfica de la exitosa novela homónima publicada por E. L. James en 2011.
En 2014 tuvo una nueva exposición fotográfica por Taylor-Johnson, de la vivienda privada de Mademoiselle Chanel en la Galería Saatchi. Bajo el título 'Segundo piso', la serie de 34 fotografías captura las habitaciones privadas de Coco Chanel en la Rue Cambon 31 en París.

### Nowhere Boy
En agosto de 2008, Taylor-Johnson fue elegida para dirigir Nowhere Boy, una película biográfica sobre la infancia del cantante de los Beatles, John Lennon. Hablando acerca de su experiencia en la dirección de la película, en septiembre de 2010, dijo Taylor-Johnson:
Pensé, ya estoy en lo profundo y si me confundo con esto nunca voy a hacer una película de nuevo, y entré en pánico. Me metí en el coche y dije: Sólo tengo que sacar el celular y llamar a esos productores. Me metí en el coche y puse la llave en el tablero, la voz de Lennon se oía directamente de la radio y fue como empezar de nuevo. Fue uno de esos momentos en los que pensé que era una señal:. OK voy a hacerlo
La 53.ª edición del Festival de Cine de Londres proyectó una película como discurso de clausura, el 29 de octubre de 2009. La película fue lanzada en el Reino Unido en el Boxing Day, con las revisiones positivas. Taylor-Johnson fue nominada para un premio BAFTA, el 21 de enero de 2010, pero perdió frente a Duncan Jones.

## Vida personal
En 1995 Taylor-Wood contrajo matrimonio con Jay Jopling, y su primera hija, Angélica, nació en 1997. Poco después, le diagnosticaron un cáncer de colon, que logró superar, pero en 1999 le diagnosticaron un cáncer de pecho que concluyó con una mastectomía. Su segunda hija con Jopling, Jessie Phoenix, nació en 2006. En septiembre de 2008 la pareja anunció su divorcio.
Taylor-Johnson comenzó una relación con el protagonista de su película Nowhere Boy, Aaron Taylor-Johnson, al conocerse él tenía 18 años y ella 41. Se comprometieron en 2009. Se casaron en Babington House, Somerset el 21 de junio de 2012 y ambos se cambiaron el apellido a Taylor-Johnson, juntando los apellidos de ambos. La pareja tuvo dos hijas, Wylda Rae (nacida en 2010) y Romy Hero (nacida en 2012). Residen en Bath, Somerset.

## Otros trabajos en música, cine y la televisión
En 2006, Taylor-Johnson contribuyó con el cortometraje Death Valley una versión británica de Destricted. En 2008, Taylor-Johnson dirigió el cortometraje  Love You More, escrita por Patrick Marber y producida por Anthony Minghella. La película incluye dos canciones de The Buzzcocks y cuenta con un cameo de la cantante principal de la banda de Pete Shelley. En febrero de 2009, Taylor-Johnson, colaborando con Sky Artes fue elegida para interpretar "Vesti la giubba" de Pagliacci. Ella comentó: 
"Estoy muy feliz de estar involucrada en un gran proyecto de este tipo creo que mediante la captura de uno de los momentos más emotivos de la ópera en un cortometraje,  he puesto un giro moderno en el aria.".
En 2011, dirigió el video musical de "Uberlin" de R.E.M. El clip que protagonizó su entonces novio Aaron Taylor-Johnson, quien:
"Arroja algo de kung-fu se enciende, intenta algunas piruetas, cabriolas, golpea el aire, paseos de pollo, trata de salir algunas impresiones de conejo, y, en un momento dado, acaricia el trasero ".
En septiembre de 2011, colaboró con Solange Azagury-Perdiz en el cortometraje de la película Daydream. Esto fue transmitido para apoyar el lanzamiento de la nueva colección de joyas de Azagury-Partridge, 24: 7. Bajo la dirección de Taylor-Johnson, Liberty Ross interpreta a una mujer hermosa en su dormitorio, enjoyada por su amante, interpretado por JJ Feild. La música original fue compuesta por el ganador del Oscar Atticus Ross, y el director de fotografía fue ganadora del BAFTA John Mathieson.
Taylor-Johnson dirigió la adaptación cinematográfica de la exitosa novela erótica de EL James, Cincuenta Shades of Grey, hecho por Universal Pictures y Focus Features.  Fue elegida de una lista que incluía a Angelina Jolie, Steven Soderbergh, Ryan Murphy, Joe Wright, y Gus Van Sant. Taylor-Johnson estaba como la directora del próximo film Cincuenta sombras más oscuras (la secuela que sigue a Cincuenta sombras of Grey), pero decidió alejarse un poco debido a discusiones con la franquicia, dado que tenía desacuerdos con la autora EL James.